# 姚倫
姚倫（1430年—？），字大倫，直隸常州府武進縣人，民籍。明朝政治人物。進士出身。

## 生平
應天府鄉試第十二名。成化五年（1469年）乙丑科會試第二百十四名，殿試登進士第三甲第一百三十三名。

## 家族
曾祖姚德真。祖父姚顒。父亲姚翔，曾任教諭。